# Heteromorfit

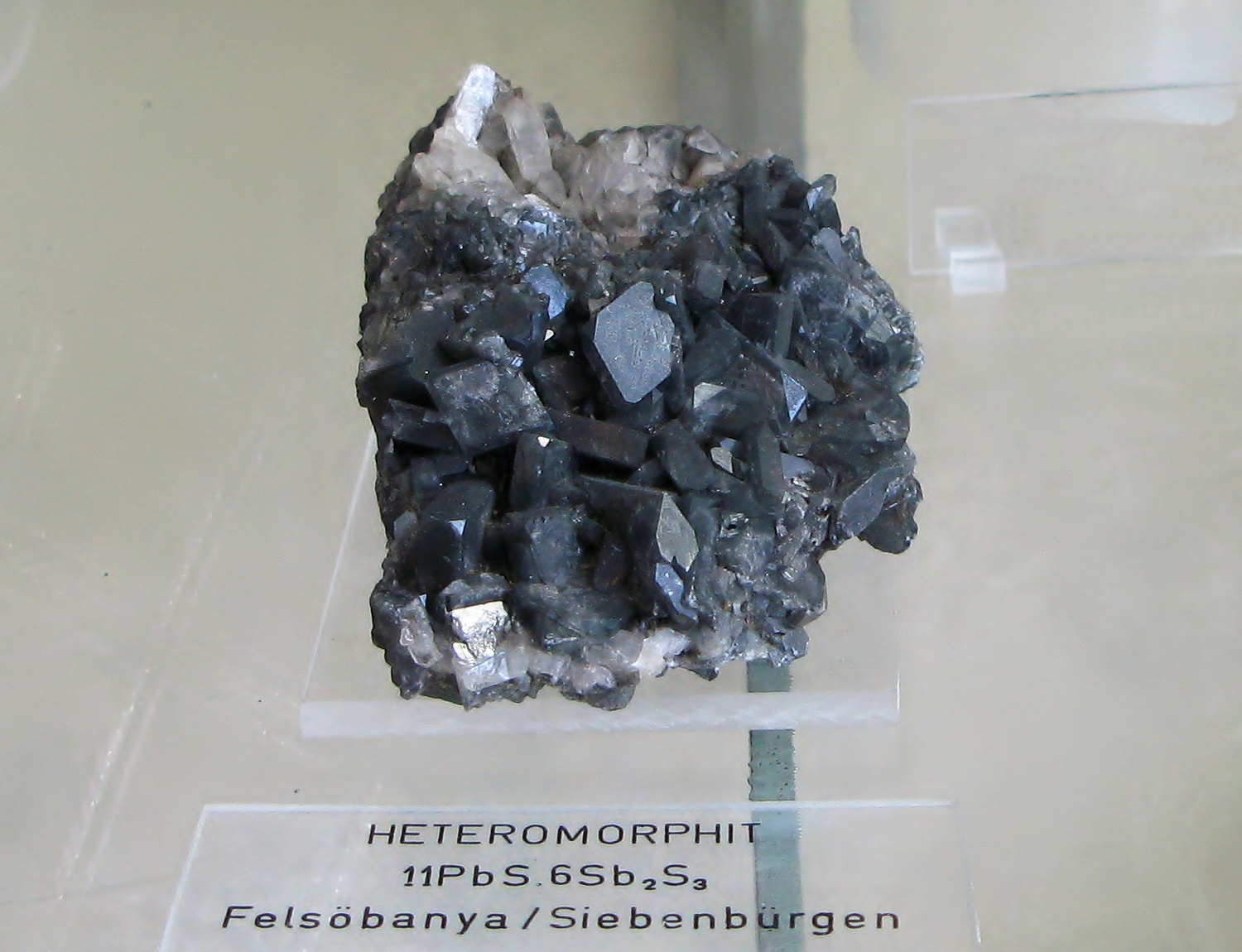
Heteromorfit v mineralogickém muzeu v Bonnu (Německo).

Heteromorfit (Pisani 1876) Pb7Sb8S19, je jednoklonný minerál.

## Morfologie
Jeho krystaly jsou pyramidálního vzhledu, poněkud protažené a srostlé do subparalelních jedinců, zaoblené a rýhované. Také celistvý.

## Fyzikální vlastnosti
Tvrdost: 2,5 – 3
Hustota: 5,73 g/cm3
Je křehký, lom nerovný, štěpnost dobrá podle {211}.

## Optické vlastnosti
Barva železně nebo olověně černá, vryp černý, lesk kovový, neprůhledný.

## Naleziště

### Česko
V Čechách byl udáván na řadě nalezišť, ale ukázalo se, že ve všech případech se jednalo o boulangerit
ve světě např.

### Slovensko
Banská Štiavnica hvězdicovité shluky a povlaky v bílém křemeni; tabulkovitý až jehličkovitý z Dúbravy v Nízkých Tatrách

## Severní Porýní-Vestfálsko
Arnsberg krystalovaný